# Tetralogia di Fallot
La tetralogia di Fallot (detta anche sindrome del bambino blu, in inglese Tetralogy of Fallot, ToF) è una malformazione cardiaca congenita che classicamente ha quattro elementi anatomici.

## Storia e descrizione
Fu descritta per la prima volta nel 1672 da Niels Stensen. Nel 1888 il medico francese Étienne-Louis Arthur Fallot ha descritto esattamente le quattro caratteristiche anatomiche:
1. La comunicazione fra i due ventricoli, le due parti pompanti del cuore (difetto del setto ventricolare).
2. L'origine biventricolare dell'aorta, che si trova a cavallo fra i due ventricoli, sopra il difetto interventricolare (aorta a cavaliere).
3. Una stenosi (restringimento) sottovalvolare e valvolare dell'arteria polmonare.
4. Un'ipertrofia (cioè ingrossamento muscolare) del ventricolo destro, come conseguenza degli altri difetti

Si tratta della malformazione cardiaca congenita con cianosi più frequente, e rappresenta all'incirca il 10% di tutte le patologie cardiache congenite.

## Fisiopatologia
Una volta in vita, a giocare un ruolo rilevante a livello fisiopatologico sono la stenosi subvalvolare (= stenosi del tratto di uscita ventricolare destro) ed il difetto del setto ventricolare. Il sangue, una volta giunto nel ventricolo destro, può intraprendere due strade: tronco polmonare o via apertura nel setto ventricolare nel ventricolo sinistro. Seguendo le regole della meccanica dei fluidi, esso verrà pompato nella via con meno resistenza, che nel caso della ToF corrisponde al ventricolo sinistro, vista la stenosi subpolmonare ed il restringimento delle grandi arterie polmonari. Si crea dunque uno shunt destra-sinistra che causa la cianosi e il clubbing digitale.

## Clinica
Questa patologia si sviluppa poiché, già in fase embriologica, la parte superiore e quella inferiore del cuore non combaciano provocando una ostruzione all'efflusso verso l'arteria polmonare con le conseguenze sopra indicate. Il bambino è cianotico, con cianosi periferica e perilabiale. Le dita a bacchetta di tamburo si formano per il miscelamento di sangue (sangue non completamente ossigenato) dovuto al difetto interventricolare.
La cianosi può essere:
- centrale: quando di origine polmonare o cardiaca, in caso per esempio di tetralogia di Fallot
- periferica: in caso di aumentata richiesta di sangue da parte dei tessuti.

## Trattamento
L'approccio chirurgico classico (sviluppato da Alfred Blalock e da Helen Taussig) nel paziente con tetralogia di Fallot, che per lo scarso afflusso di sangue fin dalle prime fasi embriologiche avrebbe avuto un ridotto sviluppo delle arterie polmonari, consisteva nella creazione di una anastomosi (unione chirurgica) fra la succlavia e l'arteria polmonare, con la successiva formazione dei circoli collaterali; ciò assicurava comunque una perfusione del braccio nel bambino. Attualmente si preferisce un intervento con un bypass di Goretex.
Difatti quando passa poco sangue nell'arteria polmonare, accade che questa non si sviluppa e questi bambini nascono con l'ipoplasia del tronco polmonare che varia a seconda del livello di stenosi. Più è forte la stenosi, meno sangue passa nella polmonare, più le arterie polmonari di questi bambini saranno ipoplasiche.
Il grado di sviluppo del circolo polmonare è fondamentale in questi bambini, perché se il livello di stenosi è moderato, il bambino avrà la cianosi, ma avrà un circolo polmonare ben sviluppato. In questo caso è possibile eseguire un intervento di correzione consistente nel chiudere il difetto, garantendo l'afflusso polmonare e diminuendo il sangue misto che va in circolo. Invece se il bambino prima dell'intervento ha un circolo polmonare ipoplasico, come succede purtroppo nella maggior parte dei casi, indirizzando una certa quota di sangue nel circolo polmonare che non è sviluppato, il bambino non ce la farà. 
L'entità di sviluppo del circolo polmonare può variare da un grado moderato fino ad una ipoplasia severa con addirittura agenesia del tronco polmonare. Contemporaneamente però nei polmoni si sviluppano dei circoli collaterali e le arterie bronchiali che originano direttamente dall'aorta, vanno incontro a iperplasia.
Nella gestione di un bambino con tetralogia di Fallot è importante stabilire esattamente la morfologia del circolo polmonare, cioè il suo grado di sviluppo, che è quello che tendenzialmente vincola l'intervento. Fino ai primi anni duemila i bambini con tetralogia di Fallot erano sottoposti a interventi di palliazione. Alfred Blalock intuì che di fronte a un bambino con tetralogia di Fallot, cianosi e ipoplasia del circolo polmonare, chiudere il difetto avrebbe portato a morte il bambino per l'assenza di un circolo polmonare sufficiente. Blalock allora ideò il distacco dell'arteria succlavia di dx attaccandola alla polmonare: il cosiddetto shunt sistemico polmonare o di Blalock-Taussig. Di fatto questa metodica porta più sangue dal circolo sistemico al circolo polmonare utilizzando la succlavia di dx, senza che ci siano problemi alla circolazione dell'arto superiore. Dopo qualche anno dall'intervento il circolo polmonare comincia a svilupparsi per il migliore afflusso di sangue. Quando il circolo polmonare si è sviluppato, il bambino viene operato di nuovo per chiudere lo shunt e il difetto.
Negli anni ci sono state delle variazioni a questo tipo di intervento, invece di usare la succlavia si sono usate delle protesi artificiali come ponte tra la succlavia e l'arteria polmonare o addirittura tra l'aorta ascendente e l'arteria polmonare. Ancora oggi in caso di stenosi che comporta ipoplasia del circolo polmonare la palliazione è considerata l'evento di preparazione all'intervento chirurgico.
Come altre cardiopatie congenite, i pazienti trattati chirurgicamente  possono avere dei difetti residui e dei reliquati con delle ripercussioni cliniche importanti, e per tale motivo è necessario un follow-up in strutture adeguate.
Pioniere di questi interventi è stato anche l'italiano Lucio Parenzan.